# Wersdorf
Wersdorf is een dorp in de Duitse Landgemeente Ilmtal-Weinstraße in het landkreis Weimarer Land in Thüringen. Het dorp wordt voor het eerst genoemd in een oorkonde uit 1325. Tot 2013 was het dorp deel van de gemeente  Pfiffelbach, die per 31 december 2013 opging in de landgemeente.
Denstedt · Goldbach · Kromsdorf · Leutenthal · Liebstedt · Mattstedt · Niederreißen · Niederroßla · Nirmsdorf · Oberreißen · Oßmannstedt · Pfiffelbach · Rohrbach · Ulrichshalben · Wersdorf · Willerstedt